# San Lucas (Michoacán)
San Lucas è una municipalità dello stato di Michoacán, nel Messico centrale, il cui capoluogo è la località omonima.
La municipalità conta 18.461 abitanti (2010) e ha un'estensione di 468,01 km².
Il paese deve il suo nome alla Vergine di San Luca.